# Municipio de Ixtacamaxtitlán
El municipio de Ixtacamaxtitlán es un municipio mexicano ubicado en el norte del estado de Puebla, dentro de la sierra norte de Puebla. La mayor parte del municipio limita con el estado de Tlaxcala.

## Toponimia
Existen tres interpretaciones para el significado del nombre del municipio, derivadas del náhuatl. La primera acepción es que proviene de las voces “istak”, “kamaxtli” y -“tlan” y refiere a la deida Istakamaxtli o Camaxtli blanco, uno de los nombres de uno de los gemelos Quetzalcoatl, en este caso el que refiere al planeta Venus por la mañana al oriente. Este gemelo también era conocido como Tlahuitzcalpantecohli, una deidad guerrera que tuvo una amplia veneración en la antigüedad. Así, Iztacamaxtitlan significa “frente a Iztacamaxtli” debido a un peñón blanco donde se fundó originalmente el lugar. Una acepción más moderna es que proviene de  istak, blanco; maxtlatl,braga; y tlan, cerca, siendo su significado Cerca de la faja blanca. La segunda interpretación es que lo componen las voces ixtla, diminutivo de ixtlawatl, que refiere a una tierra llana y baja; kamachtli, mandíbula; y -titlan, frente, por lo que significa Tierra llana y fértil frente a las mandíbulas, siendo las mandíbulas una alusión a los cerros que rodean al lugar.

## Geografía
El municipio se encuentra dentro de la sierra madre oriental y posee una extensa región montañosa, gran parte de sus fronteras son colindantes con el estado de Tlaxcala. También abarca un área de 580.88 kilómetros cuadrados, lo cual lo ubica como el quinto municipio más extenso en el estado de Puebla.

### Fisiografía
El municipio se encuentra dentro de la subprovincia de los lagos y volcanes de Anáhuac, parte de la provincia del Eje Neovolcánico. El 92% de su territorio lo abarca el sistema de topoformas de la sierra volcánica de laderas escarpadas, 7% correspondiente al cañón típico y el 1% restante lo abarca la meseta basáltica escalonada con lomerío. El tipo de relieve que predomina en la demarcación es la montaña.

### Hidrografía
El 90% de Ixtacamaxtitlán lo abarca la subcuenca del río Apulco y 1% por parte de la subcuenca del Río Tecuantepec, ambos integran la parte de la demarcación cubierta por la cuenca del río Tecolutla, que es parte de la región hidrológica de Tuxpan-Nautla. El 9% restante del municipio se encuentra en la subcuenca del lago Totolzingo, dentro de la cuenca del río Atoyac, parte de la región hidrológica del Balsas.
| Noroeste: Chignahuapan                 | Norte: Aquixtla         | Nordeste: Tetela de Ocampo |
| Oeste: Chignahuapan Estado de Tlaxcala |                         | Este: Ocotepec             |
| Suroeste: Estado de Tlaxcala           | Sur: Estado de Tlaxcala | Sureste: Libres            |

## Clima
El clima de Ixtacamaxtitlán es templado subhúmedo con lluvias en verano en el 90% de su territorio y semifrío subhúmedo con lluvias en verano en el 10% restante. El rango de temperatura media anual es de 16 a 18 grados celcius, siendo la mínima de 2 a 4 grados y el máximo promedio de 26 a 28 grados. El rango de precipitación media anual es de 500 a 600 mm y los meses de lluvias son de mayo a septiembre.
| Parámetros climáticos promedio de Ixcamaxtitlán | Parámetros climáticos promedio de Ixcamaxtitlán | Parámetros climáticos promedio de Ixcamaxtitlán | Parámetros climáticos promedio de Ixcamaxtitlán | Parámetros climáticos promedio de Ixcamaxtitlán | Parámetros climáticos promedio de Ixcamaxtitlán | Parámetros climáticos promedio de Ixcamaxtitlán | Parámetros climáticos promedio de Ixcamaxtitlán | Parámetros climáticos promedio de Ixcamaxtitlán | Parámetros climáticos promedio de Ixcamaxtitlán | Parámetros climáticos promedio de Ixcamaxtitlán | Parámetros climáticos promedio de Ixcamaxtitlán | Parámetros climáticos promedio de Ixcamaxtitlán | Parámetros climáticos promedio de Ixcamaxtitlán |
| Mes                                             | Ene.                                            | Feb.                                            | Mar.                                            | Abr.                                            | May.                                            | Jun.                                            | Jul.                                            | Ago.                                            | Sep.                                            | Oct.                                            | Nov.                                            | Dic.                                            | Anual                                           |
| ----------------------------------------------- | ----------------------------------------------- | ----------------------------------------------- | ----------------------------------------------- | ----------------------------------------------- | ----------------------------------------------- | ----------------------------------------------- | ----------------------------------------------- | ----------------------------------------------- | ----------------------------------------------- | ----------------------------------------------- | ----------------------------------------------- | ----------------------------------------------- | ----------------------------------------------- |
| Temp. máx. abs. (°C)                            | 26.6                                            | 27.3                                            | 31.7                                            | 32.2                                            | 32.1                                            | 30.3                                            | 26.9                                            | 27.9                                            | 27.3                                            | 28.1                                            | 27.8                                            | 26.4                                            | 32.2                                            |
| Temp. máx. media (°C)                           | 24.2                                            | 25.4                                            | 27.9                                            | 28.6                                            | 28.5                                            | 26.4                                            | 25.1                                            | 25.5                                            | 24.7                                            | 24.4                                            | 24.6                                            | 24.0                                            | 25.8                                            |
| Temp. media (°C)                                | 13.3                                            | 14.4                                            | 16.8                                            | 18.0                                            | 18.9                                            | 18.5                                            | 17.7                                            | 17.9                                            | 17.6                                            | 16.4                                            | 15.0                                            | 13.9                                            | 16.5                                            |
| Temp. mín. media (°C)                           | 2.4                                             | 3.3                                             | 5.8                                             | 7.5                                             | 9.3                                             | 10.7                                            | 10.3                                            | 10.4                                            | 10.5                                            | 8.3                                             | 5.4                                             | 3.7                                             | 7.3                                             |
| Temp. mín. abs. (°C)                            | -0.5                                            | 0.3                                             | 2.4                                             | 4.5                                             | 7.4                                             | 9.4                                             | 8.9                                             | 9.2                                             | 8.9                                             | 4.3                                             | 2.8                                             | 1.3                                             | -0.5                                            |
| Precipitación total (mm)                        | 7.7                                             | 11.4                                            | 20.6                                            | 37.2                                            | 70.8                                            | 105.0                                           | 92.7                                            | 82.7                                            | 90.5                                            | 42.9                                            | 16.0                                            | 7.5                                             | 585                                             |
| Fuente: 21 de noviembre de 2011                 |                                                 |                                                 |                                                 |                                                 |                                                 |                                                 |                                                 |                                                 |                                                 |                                                 |                                                 |                                                 |                                                 |

## Demografía
El municipio cuenta con una población de 25 326 habitantes según el censo realizado en 2010, del total de población, el 49.45% (12 524) son hombres, y el 50.65% (12 802) son mujeres. El 25% de la población de Ixtacamaxtitlán vive en condiciones de pobreza extrema, el grado de marginación es calificado como Alto.

## Política
El H. Ayuntamiento de Ixtacamaxtitlán está compuesto por un presidente municipal, un síndico, seis regidores de mayoría relativa y dos regidores de representación proporcional.

### Cronología de presidentes municipales
| Presidente                    | Periodo | Periodo |
| Presidente                    | Inicio  | Término |
| ----------------------------- | ------- | ------- |
| Ismael H. Herrera             | 1939    | 1941    |
| Víctor González               | 1941    | 1942    |
| Francisco H. García           | 1943    | 1945    |
| Francisco Macías              | 1945    | 1945    |
| Silverio Pozos                | 1945    | 1946    |
| Gilberto Rivera               | 1946    | 1948    |
| Santiago Palestina Cortés     | 1948    | 1948    |
| Antonio Díaz                  | 1948    | 1948    |
| Concepción Fernández          | 1948    | 1949    |
| Silvestre Cuellar             | 1949    | 1950    |
| Víctor Fernández              | 1950    | 1950    |
| Silvestre Cuellar             | 1950    | 1951    |
| Antonio Ramírez Fernández     | 1951    | 1953    |
| Willevaldo Bonilla            | 1954    | 1957    |
| Everardo Hernández            | 1957    | 1960    |
| Pipino Ramírez González       | 1960    | 1963    |
| J. De Jesús Fernández Aguilar | 1963    | 1966    |
| Silvano Lobato Cruz           | 1966    | 1968    |
| Epifanio Sánchez Quintero     | 1968    | 1969    |
| Felix Cabrera Hernández       | 1969    | 1969    |
| Carmen M. Lobato López        | 1969    | 1969    |
| Vidal Huerta Pozos            | 1969    | 1969    |
| Guillermo Cortes Palafox      | 1969    | 1972    |
| Willebaldo González Lobato    | 1972    | 1975    |
| Benito Leal López             | 1975    | 1978    |
| Enendino Lobato Márquez       | 1978    | 1981    |
| Profr. Guadalupe Mendoza M.   | 1981    | 1982    |
| Baldomero Méndez León         | 1982    | 1984    |
| Pipino Ramírez González       | 1984    | 1987    |
| Rogelio González Lobato       | 1987    | 1990    |
| Oscar Bonilla López           | 1990    | 1993    |
| Neri Carmelo del Razo Segura  | 1993    | 1996    |
| Pedro Galaviz García          | 1996    | 1999    |
| Rigoberto Herrera Martínez    | 1999    | 2001    |
| Manuel Leal Luna              | 2002    | 2005    |
| Antonio Macías Macías         | 2005    | 2008    |
| Baltazar Rivera Herrera       | 2008    | 2011    |
| Erik Osvaldo Gorozpe Treviño  | 2011    | 2014    |
| Eliazar Hernández Arroyo      | 2014    | 2018    |

## Localidades
- Acayucan
- Acoculco (Alcaparra)
- Ahuateno
- Almeya
- Almonamique
- Analco (Chancuagco)
- Atexquilla Cuapazola
- Bordo Blanco
- Calpanería Atezquilla
- Capolictic
- Capuluapan de las Aguas
- Cerro Grande
- Chaucingo Atezquilla
- Chaucingo Tiloxtoc
- Chipilo (Cuatexmola)
- Corrales
- Cristalaco
- Cristalaco
- Cruz de León
- Cruz de Ocote
- Cuahuigtic
- Cuatexmola (Xonacatitla)
- Cuatro Caminos
- Cuatro Sabinos
- Cuayuca (Cruz de Piedra)
- Cuayuca (Los Toronjiles)
- Cuxac (San Antonio)
- El Arenal
- El Capulín Ocojala
- El Cebollero
- El Cerro
- El Encanto
- El Jardín Ocojala
- El Metro
- El Metro (La Imagen)
- El Mirador
- El Palmar
- El Paredón
- El Potrero
- El Sabinal (San Pedro)
- El Salto
- El Sillero
- El Tres
- Escuinapa
- Guadalupe
- Guadalupe Victoria
- Huixcolotla
- Iliyucan
- Ixtacamaxtitlán
- Jalacingo (Jalacingo Texas)
- La Caldera
- La Fábrica
- La Joya
- La Mesa
- La Mesa (La Cumbre)
- La Reunión
- La Rosa
- La Tronconera
- La Unión Ejido Mexcaltepec
- La Vega
- Lagunilla Pedernales
- Las Barrancas
- Las Hojas
- Las Huertillas
- Loma Larga
- Los Potrerillos
- Mexcaltepec
- Minatitlán
- Minillas
- Minillas (La Garita)
- Nacayolo
- Ocotitlán
- Ocotla
- Octapa
- Oyametepec
- Pedernales
- Plan de Guadalupe
- Plan de la Flor
- Ranchitos
- Rancho Viejo
- Salinas
- San Antonio
- San Antonio de los Pinos
- San José Providencia
- San José Tlalanquisa
- Santa María Zotoltepec
- Santa Rita
- Solinco
- Tagcotepec
- Tatóxcac
- Tatempango
- Tateno
- Tateno Xoco
- Tecoltémic
- Tenamigtic
- Tenextepecuaco
- Tentzoncuahuigtic
- Tepecuahuixco (El Llanete)
- Tepexoxuca
- Texocotla
- Texocuictic
- Texocuixpan
- Tiloxtoc
- Tlacuela
- Tlajomulco
- Tlalmotolo
- Tlanana (Atecoxco)
- Tlaxcalancingo
- Tonalapa
- Tuligtic (San Miguel)
- Tulimán
- Valsequillo
- Vista Hermosa de Lázaro Cárdenas
- Vista Hermosa de Morelos
- Xalcomulco
- Xaleneque
- Xiuquenta
- Xocoxiutla
- Xonacatla
- Xopanac
- Zacatepec
- Zaragozal Arenal
- Zaragoza